# Карлос Мозер
Карлос Мозер (порт. Carlos Mozer, нар. 19 вересня 1960, Ріо-де-Жанейро) — колишній бразильський футболіст, що грав на позиції захисника. По завершенні ігрової кар'єри — футбольний тренер.
Виступав за бразильський «Фламенго», португальську «Бенфіка», французький «Марсель» та японський клуб «Касіма Антлерс», виграючи з кожною командою місцевий чемпіонат. Також грав за національну збірну Бразилії, разом з якою був учасником чемпіонату світу та Кубку Америки.

## Клубна кар'єра
У дорослому футболі дебютував 1980 року виступами за «Фламенго», в якому провів сім сезонів, взявши участь у 89 матчах чемпіонату. За цей час виграв з командою три чемпіонати Бразилії, два чемпіонати штату Ріо-де-Жанейро, а також Кубок Лібертадорес, Кубок Гуанабара, Трофей Ріо і Міжконтинентальний Кубок.
1987 року Мозер перебрався до Європи, де грав за «Бенфіку» (1987—1989), «Марсель» (1989—1992) та знову «Бенфіку» (1992—1995). З обома командами бразилець став чемпіоном країни (двічі у Португалії і тричі у Франції), а з лісабонським клубом також вигравав національний Кубок і Суперкубок.
Завершив професійну ігрову кар'єру в японському клубі «Касіма Антлерс», за який виступав протягом 1995—1996 років і виграв у другому сезоні чемпіонат Японії. Таким чином Карлос здобув чемпіонські титули у всіх країнах, в яких виступав.

## Виступи за збірну
1983 року дебютував в офіційних матчах у складі національної збірної Бразилії.
У складі збірної був учасником розіграшу Кубка Америки 1983 року у різних країнах, де разом з командою здобув «срібло», та чемпіонату світу 1990 року в Італії.
Протягом кар'єри у національній команді, яка тривала 12 років, провів у формі головної команди країни 36 матчів.

## Кар'єра тренера
Після закінчення кар'єри гравця, Мозер повернувся в Лісабон і відкрив ресторан.
У 2000 році став помічником головного тренера «Бенфіки» Жозе Моурінью, але через три місяці португальський фахівець покинув клуб і очолив «Уніан Лейрію», де Мозер також продовжив працювати асистентом. У січні 2002 року Моурінью став тренером «Порту», але Мозер припинив співпрацю з португальцем.
Після декількох років без футболу, 24 жовтня 2006 року, Мозер вирішив прийняти пропозицію ангольського «Інтера» (Луанда), де працював головним тренером, вигравши за цей час чемпіонат і Суперкубок Анголи, але був звільнений з займаної посади в квітні 2008 року після виїзної поразки 0:3 від єгипетського «Замалека» у 1/8 фіналу Ліги чемпіонів КАФ.
У липні 2009 року Мозер очолив марокканський клуб «Раджа» (Касабланка), проте незабаром покинув команду.
У січні 2011 року Мозер повернувся до Португалії, де очолив клуб «Навал», який не зміг врятувати від вильоту з вищого дивізіону, зайнявши з ним останнє місце в тому сезоні, після чого покинув клуб. На початку листопада 2011 року він був призначений головним тренером іншої команди, що вилетіла з Прімейри в тому році — «Портімоненсі», але і тут надовго не затримався, покинувши клуб на початку 2012 року.

## Титули і досягнення

### «Фламенго»
- Чемпіон Бразилії (3): 1980, 1982, 1983
- Чемпіон штату Ріо-де-Жанейро (2): 1981, 1986
- Володар Кубка Лібертадорес (1): 1981
- Володар Міжконтинентального кубка (1): 1981
- Володар Кубка Гуанабара (4): 1980, 1981, 1982, 1984
- Володар Трофею Ріо (3): 1983, 1985 і 1986

### «Бенфіка»
- Чемпіон Португалії (2): 1988-89, 1993-94
- Володар Кубка Португалії (1): 1992-93
- Володар Суперкубка Португалії (1): 1989

### «Марсель»
- Чемпіон Франції (3): 1989-90, 1990–91, 1991–92

### «Касіма Антлерс»
- Чемпіон Японії (1): 1996

### «Інтер» (Луанда)(як тренер)
- Чемпіон Анголи (1): 2007
- Володар Суперкубка Анголи (1): 2008

### Бразилія
- Срібний призер Кубка Америки (1): 1983